# Кметове на Троян
Това е списък на кметовете на Троян.
| Кмет | Мандат                          |
| --- | ------------------------------- |
| Бочо Пенчев Попов | 1879 – 1880                     |
| Минко Мирчев Пеновски | 1879 – 1880                     |
| Калчо Ангелов Гайдарски | 1881 – 1882                     |
| Васил Хаджикалчев Балевски (1) | 1883 – 1884                     |
| Мичо Колев Думанов | 1885 – 1887                     |
| Цочо Спасов Шипковенски (1) | 1887 – 1889                     |
| Петко Дочев Боджаков (1) | 20.10.1890 – 1892               |
| Цочо Спасов Шипковенски (2) | 1893 – 1895                     |
| Цочо Спасов Шипковенски (3) | 1895 – 21.08.1896               |
| Найден Дочев Серяков | 20.09.1896 – 1898               |
| Петко Дочев Боджаков (2) | 1899 – 1901                     |
| Васил Хаджикалчев Балевски (2) | 1901 – 1902                     |
| Минко Станев Памукчиев | 1902                            |
| Петър Кинов Балевски (1) | 1903 – 1905                     |
| Петър Кинов Балевски (2) | 1906 – 1908                     |
| Васил Иванов Марковски (1) | 1909 – 1.04.1912                |
| Александър Ненов Шипковенски (1) | 02.04.1912 – 1914               |
| Александър Ненов Шипковенски (2) | 1915 – 03.02.1920               |
| Димитър Минков Икономов | 04.02.1920 – 28.10.1922         |
| I Тричленна комисия - Васил Кънев Табаков (председател) - Пенко М. Мондешки - Цочо Ст. Дамянов                                                                          | 29.10.1922 – 17.07.1923         |
| II Тричленна комисия - Пенчо Минков Минковски (председател) - Нено Дамянов Шипковенски - Пенчо Тончев Балевски (до 08.04.1924) - Никола Минков Таслаков (от 08.04.1924) | 17.07.1923 – 10.07.1924         |
| III Тричленна комисия - Александър Ненов Шипковенски (председател) - Лалю М. Топалов - Пенчо Т. Балевски                                                                | 11.07.1924 – 29.12.1924         |
| Александър Ненов Шипковенски (3) | 29.12.1924 – 20.06.1926         |
| Пенчо Тончев Балевски (1) | 20.06.1926 – 03.10.1926         |
| IV Тричленна комисия - Христо Стойнов Иванов (председател) - Павли Бочев Топалов - Ганко Колев Цанов                                                                    | 04.10.1926 – 24.12.1926         |
| Никола Цанков Стаевски | 25.12.1926 – 25.10.1927         |
| Пенчо Тончев Балевски (1) | 24.10.1927 – 13.08.1928         |
| V Тричленна комисия - Дамян Ненов Шипковенски (председател) - Павли Бочев Топалов - Гадю Василев                                                                        | 14.08.1928 – 10 януари 1929     |
| Дамян Ненов Шипковенски | 11 януари 1929 – 31 януари 1932 |
| VI Тричленна комисия - Пенчо Минков Николов (председател) - Дочо Петков Боджаков - Стефан Иванов Милиджийски                                                            | 01.02.1932 – 05.04.1932         |
| Васил Цвятков Петков (1) | 06.04.1932 – 20.12.1933         |
| VII Тричленна комисия - Ангел Стефанов Гайдарски (председател) - Петко Андреев Спасовски - Петър Акимов Галица                                                          | 21.12.1933 – 10.04.1934         |
| Васил Цвятков Петков (2) | 11.04.1934 – 10.05.1934         |
| VIII Тричленна комисия - Васил Иванов Марковски (председател) - Стойко Минков Семерджиев - Пенчо Василев Боджаков                                                       | 11.05.1934 – 21.05.1934         |
| Димитър Николов Гимиджийски | 01.06.1934 – 14.10.1934         |
| Мирчо Василев | 15.10.1934 – 13.09.1939         |
| Йоаким Балев Балевски (1) | 14.09.1939 – 15.03.1940         |
| Васил Ненов Ковачев (1) | 15.03.1940 – 30.04.1940         |
| Иван Спасов Марковски | 01.05.1940 – 15.10.1940         |
| Васил Ненов Ковачев (2) | 15.10.1940 – 15.12.1940         |
| Йоаким Балев Балевски (2) | 01.1941 – 09.09.1944            |
| Власи Власев Власковски | 10.09.1944 – 23.11.1946         |
| Иван Мичев Цоновски (1) | 24.11.1946 – 15.03.1948         |
| Пенчо Минков Шейтанов | 16.03.1948 – 15.06.1949         |
| Петър Иванов Пачев | 16.06.1949 – 30.04.1950         |
| Иван Мичев Цоновски (2) | 01.05.1950 – 23.12.1952         |
| Минко Димитров Севлиевски | 24.12.1952 – 30.09.1954         |
| Петко Лазаров Печев | 01.10.1952 – 01.08.1955         |
| Петрана Дилийска | 30.09.1955 – 20.02.1956         |
| Киро Данков Киров | 21.02.1956 – 30.03.1959         |
| Павел Цанков Стойчев | 01.12.1959 – 30.09.1960         |
| Христо Петков Иванов | 10.1960 – 20.05.1969            |
| Минко Тончев Миревски | 21.05.1969 – 03.06.1976         |
| Пенко Маринов Даскалов | 03.06.1976 – 15.07.1985         |
| Никола Цанов Цоневски | 15.07.1985 – 07.03.1988         |
| Марин Стефанов Ганков | 07.03.1988 – 25.10.1990         |
| Марко Стойков Табаков | 25.10.1990 – 13.10.1991         |
| Константин Иванов Фичев | 26.10.1991 – 1995               |
| Дилян Енкин | 1995 – 2007                     |
| Минко Акимов | 2007 – 2011                     |
| Донка Михайлова | 2011 –                          |